# Dálnice A7 (Chorvatsko)
Dálnice A7 v Chorvatsku je částečně vybudovaná, částečně plánovaná dálnice na západě země, po dokončení bude měřit 103,5 km.

## Trasa dálnice
Následující popis je poplatný k prosinci 2021: dálnice začíná na chorvatsko-slovinských hranicích u vesnice Rupa a ubírá se jižním směrem k Rijece. V kilometráži 14,0 (u obce Jusici) přechází komunikace do kategorie silnic pro motorová vozidla. U sídla Matulji se na ni napojuje v její kilometráži 16,4 km dálnice A8. V kilometráži 28,0 se nachází mimoúrovňová křižovatka s dálnicí A6 (spojení se Záhřebem). Těchto 28 kilometrů provozuje a vybírá zde mýtné společnost ARZ d.d. Dále pokračuje až do km cca 40,0 k městu Kraljevica. Výhledově bude pokračovat výstavba až k vesnici Brinje, kde se napojí na dálnici A1 - délka dálnice by tak dosáhla hodnoty 103,5 km. 